# مارسلو (بازیکن فوتبال، زاده ۱۹۸۷)
مارسلو آنتونیو گجیس فیلیو (پرتغالی: Marcelo Antônio Guedes Filho؛ زادهٔ ۲۰ مهٔ ۱۹۸۷) که عموماً با نام مارسلو شناخته می‌شود، بازیکن فوتبال اهل برزیل است. 
علت اخراج مارسلو از باشگاه المپیک لیون فرانسه : 
مارسلو مدافع تنومند و بلندقامت برزیلی که نقش مهمی در خط دفاعی المپیک لیون داشت، در ماه آگوست به‌طور ناگهانی از ترکیب این تیم کنار گذاشته شد و در ژانویه به صورت رایگان به تیم بحران‌زده بوردو پیوست. نشریه اکیپ پس از چند ماه دلیل جدایی مارسلو از لیون را فاش کرده است. پس از شکست 3-0 لیون مقابل آنژه در ماه آگوست، مارسلو از تیم اصلی لیون اخراج شد. دلیل این امر، رفتارهای نامناسب و غیرمتعارف این مدافع برزیلی در رختکن تیم بوده است. او پس از این شکست، در رختکن باد معده‌اش را رها می‌کرد و همراه با هم‌تیمی‌هایش می‌خندید. جونینیو، مدیر ورزشی لیون نیز از این مسئله بسیار عصبانی شد و تصمیم به اخراج مارسلو از تیم اصلی گرفت. در ژانویه 2022 نیز لیون قرارداد او را فسخ کرد. 

## باشگاهی
از باشگاه‌هایی که در آن بازی کرده‌است می‌توان به سانتوس، ویسوا کراکوف، پی‌اس‌وی آیندهوون، هانوفر ۹۶، بشیکتاش و لیون اشاره کرد.
این بازیکن همچنین در سال ۲۰۰۷، ۴ بار برای تیم ملی فوتبال زیر ۲۰ سال برزیل به میدان رفته‌است.